# Pterospermum
Pterospermum är ett släkte av malvaväxter. Pterospermum ingår i familjen malvaväxter.

## Bildgalleri

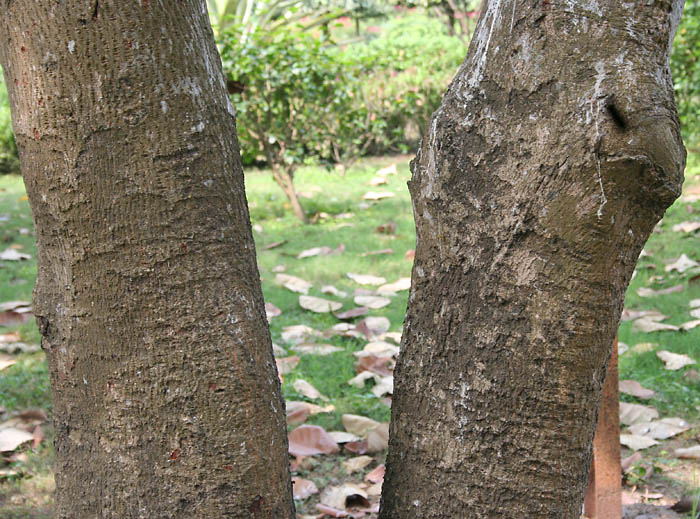
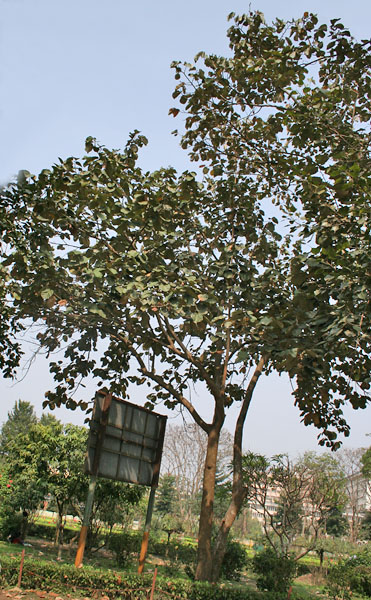
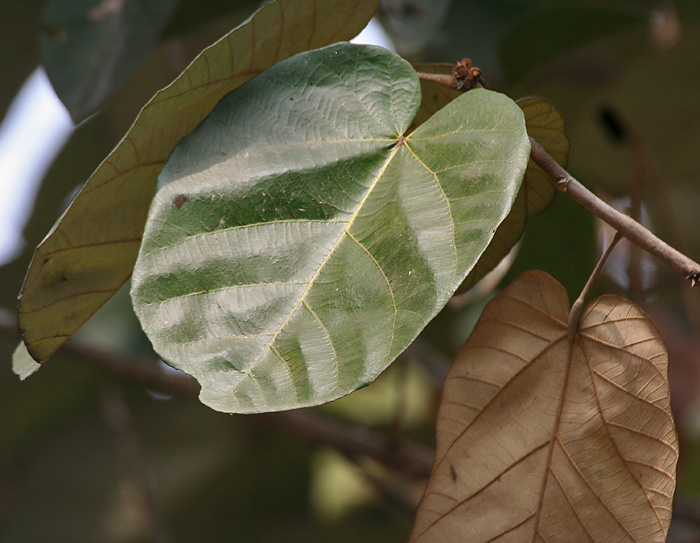
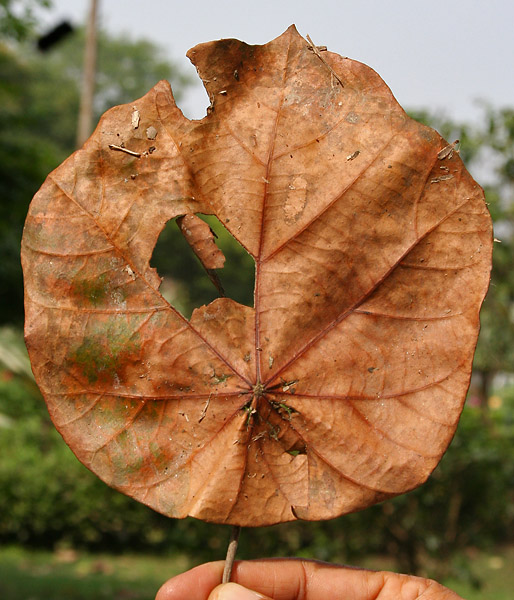
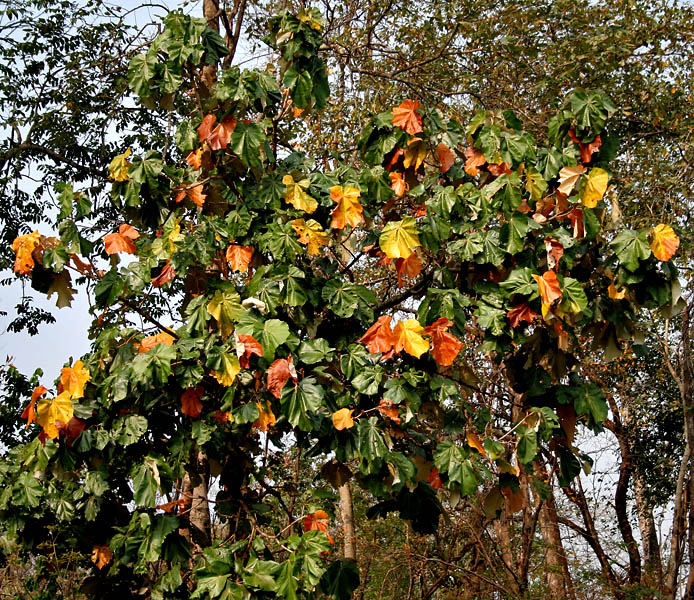
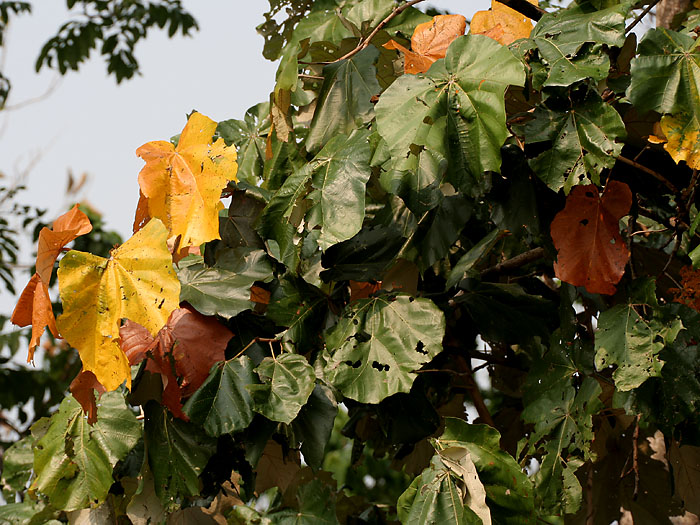

## Dottertaxa tillPterospermum, i alfabetisk ordning[1]
- Pterospermum acerifolium
- Pterospermum aceroides
- Pterospermum angustifolium
- Pterospermum argenteum
- Pterospermum celebicum
- Pterospermum cinnamomeum
- Pterospermum cumingii
- Pterospermum diversifolium
- Pterospermum elmeri
- Pterospermum elongatum
- Pterospermum fuscum
- Pterospermum gracile
- Pterospermum grande
- Pterospermum grandiflorum
- Pterospermum grewiifolium
- Pterospermum harmandii
- Pterospermum heterophyllum
- Pterospermum javanicum
- Pterospermum kingtungense
- Pterospermum lanceifolium
- Pterospermum lanceolatum
- Pterospermum littorale
- Pterospermum longipes
- Pterospermum megalanthum
- Pterospermum megalocarpum
- Pterospermum mengii
- Pterospermum menglunense
- Pterospermum mucronatum
- Pterospermum niveum
- Pterospermum obliquum
- Pterospermum obtusifolium
- Pterospermum parvifolium
- Pterospermum pectiniforme
- Pterospermum proteus
- Pterospermum reticulatum
- Pterospermum rubiginosum
- Pterospermum semisagittatum
- Pterospermum stapfianum
- Pterospermum suberifolium
- Pterospermum subinaequale
- Pterospermum subpeltatum
- Pterospermum subsessile
- Pterospermum sumatranum
- Pterospermum thorelii
- Pterospermum truncatolocatum
- Pterospermum xylocarpum
- Pterospermum yunnanense